# Euproctis dinellii
Euproctis dinellii är en fjärilsart som beskrevs av Collenette 1947. Euproctis dinellii ingår i släktet Euproctis och familjen tofsspinnare. Inga underarter finns listade i Catalogue of Life.